# تييري فيلا
تييري فيلا (بالفرنسية: Thierry Villa)‏ (7 سبتمبر 1964 في فرنسا - ) هو مدرب كرة قدم ولاعب كرة قدم فرنسي في مركز الهجوم. لعب مع نادي بيزيرز وRCO Agde ‏.

## وصلات خارجية
- تييري فيلا على موقع قاعدة بيانات كرة القدم.إي يو (الإنجليزية)